# Дров'яний стіс

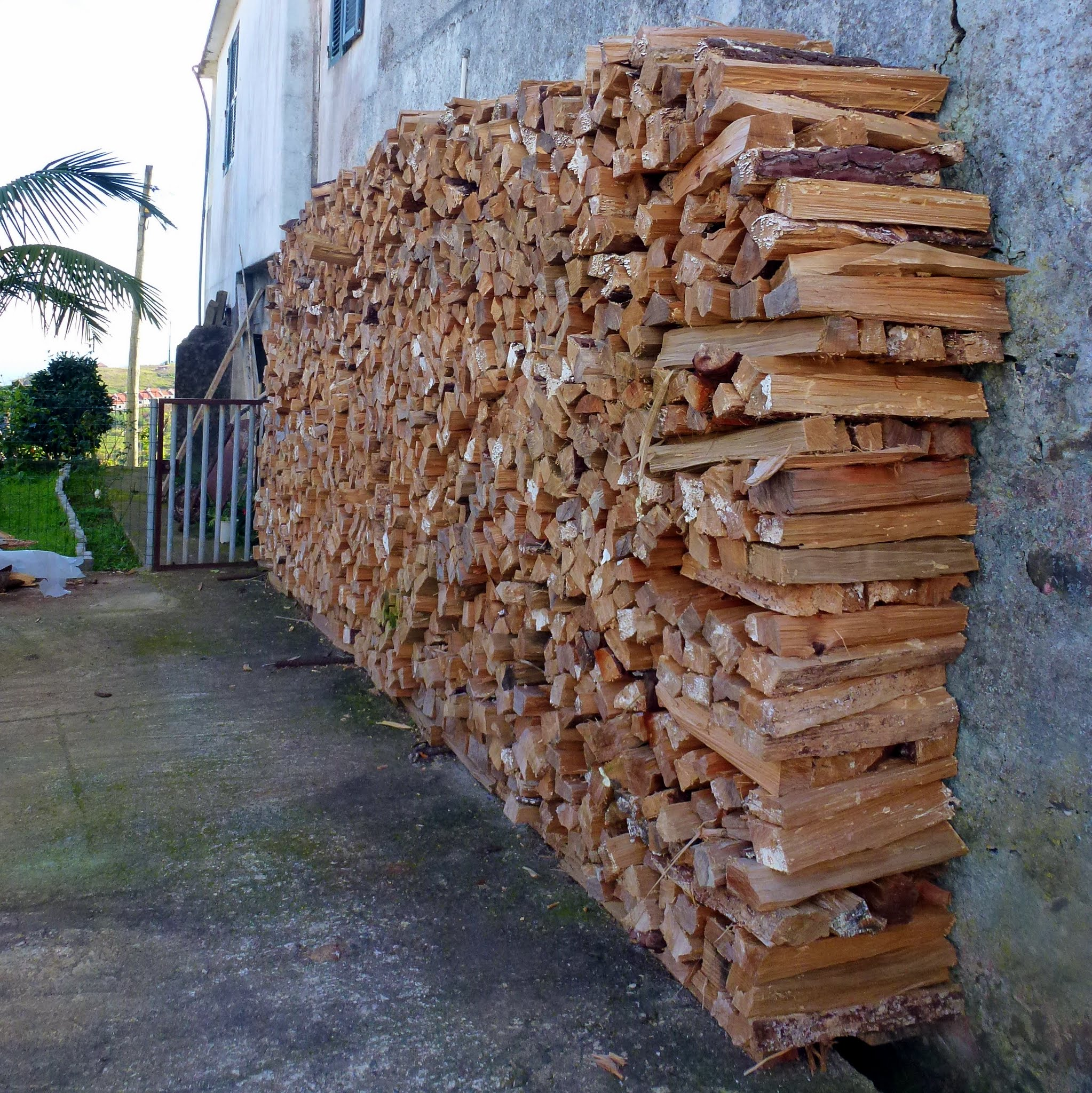
Укладений простий штабель, з опорою з дров, складених «кліттю»

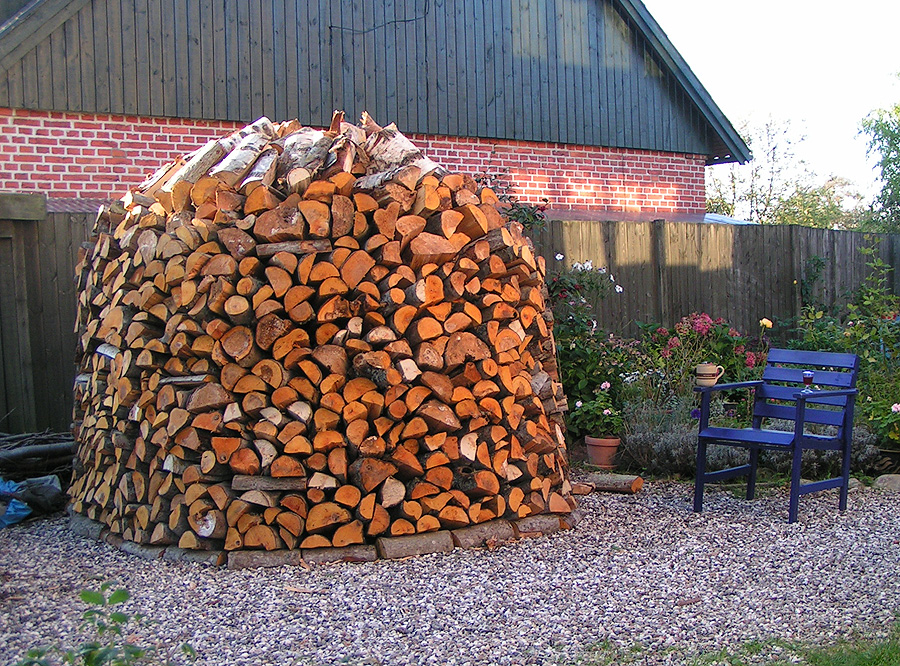
Круговий стіс

Дров'яний стіс, дров'яний шта́бель, діал. косте́р — рівно складений для зберігання ряд дров. У стосах паливо добре просихає і в будь-який момент доступно для використання. Для захисту від вологи стоси поміщають під накриттями, складають їх у спеціальних приміщеннях (дровітнях, дровниках). Стіс об'ємом в один кубічний сажень був одиницею ліку дров і називався сажень, сяг чи просто стіс.
Існує кілька способів укладання стосу:
- Штабель — паралельне укладання полін. Укладені таким способом дрова легко розкочуються, тому штабелі краще влаштовувати між опорами (стінами, огорожами, спеціально зробленими рамами).
- «Кліть» — чергування подовжніх і поперечних рядів дровин.
- Круговий спосіб — укладання дровин у коло.

Між двома клітями колотих дров можна помістити штабель неколотих, які в такому разі не будуть розкочуватися (за ГОСТ 3243-88, кліті укладають через кожні десять метрів).